# Голленштайн
Голленштайн, нем. Gollenstein — менгир возрастом около 4 тыс. лет. Находится в Германии у Блискастеля (округ Саарпфальц) в Сааре. Относится к старейшим культурным памятникам Германии и крупнейшим менгирам Центральной Европы. Высота составляет 6,58 метров.
Во время 2-й мировой войны у местных властей существовали опасения, что Голленштайн станет мишенью для французской артиллерии, поэтому была предпринята попытка положить его на землю, при этом памятник разбился на 4 части. Лишь в ноябре 1951 года части были собраны и памятник восстановлен.